# Szabolcs Huszti
Szabolcs Huszti (ur. 18 kwietnia 1983 w Miszkolcu) – węgierski trener piłkarski oraz piłkarz grający na pozycji lewego pomocnika. Aktualnie pierwszy trener węgierskiego klubu MOL Fehérvár FC.

## Kariera klubowa
Karierę rozpoczął w budapeszteńskim Ferencvárosi TC. W pierwszej lidze Węgier zadebiutował w sezonie 2003/2004, jednak zaraz po debiucie został wypożyczony do drużyny FC Sopron. Rozegrał tam 14 meczów i zdobył 6 goli, czym przyczynił się do zajęcia przez klub z Sopronu 6. miejsca w lidze. W sezonie 2004/2005 Huszti wrócił do Ferencvarosu i wdarł się do pierwszej jedenastki rozgrywając w lidze 23 mecze i strzelając w nich 3 gole. Z drużyną „Zielonych Orłów” wywalczył wicemistrzostwo kraju i jednocześnie stał się jednym z najlepszych lewych pomocników ligi.
Latem 2005 Huszti przeniósł się do FC Metz. W Ligue 1 zadebiutował już w 1. kolejce ligowej, 29 lipca w przegranym 1:4 wyjazdowym meczu z Paris Saint-Germain. W połowie sezonu doznał jednak kontuzji i wypadł ze składu, pojawił się dopiero w 3 ostatnich kolejkach ligowych. FC Metz z Husztim, który zagrał w 18 meczach i zdobył 1 gola (w ostatniej kolejce w wygranym 1:0 meczu z PSG), zajęło ostatnią pozycję w lidze i zostało zdegradowane do Ligue 2.
Po sezonie spędzonym we Francji, latem 2006 Huszti za 300 tysięcy euro trafił do Hannoveru. W Bundeslidze zadebiutował 13 sierpnia w przegranym 2:4 domowym meczu z Werderem Brema. Od początku sezonu wywalczył miejsce na lewej stronie H96, a w meczu z Borussią Dortmund (2:2) zdobył swojego pierwszego gola w lidze niemieckiej. W Hannoverze grał do końca rundy jesiennej sezonu 2008/2009.
1 lutego 2009 roku Huszti został zawodnikiem rosyjskiego Zenitu Petersburg. Następnie ponownie grał w Hannoverze, a także w Changchun Yatai, w Eintrachcie Frankfurt oraz ponownie w Changchun Yatai. W 2018 przeszedł do klubu Videoton FC.
| Sezon   | Klub                | Kraj    | Rozgrywki            | Mecze | Bramki |
| ------- | ------------------- | ------- | -------------------- | ----- | ------ |
| 2002/03 | Ferencvárosi TC     | Węgry   | Nemzeti Bajnokság I  | 0     | 0      |
| 2003/04 | Ferencvárosi TC     | Węgry   | Nemzeti Bajnokság I  | 1     | 0      |
| 2003/04 | FC Sopron (wyp.)    | Węgry   | Nemzeti Bajnokság I  | 14    | 6      |
| 2004/05 | Ferencvárosi TC     | Węgry   | Nemzeti Bajnokság I  | 23    | 3      |
| 2005/06 | FC Metz             | Francja | Ligue 1              | 18    | 1      |
| 2006/07 | Hannover 96         | Niemcy  | Bundesliga           | 31    | 4      |
| 2007/08 | Hannover 96         | Niemcy  | Bundesliga           | 33    | 10     |
| 2008/09 | Hannover 96         | Niemcy  | Bundesliga           | 17    | 3      |
| 2009    | Zenit Petersburg    | Rosja   | Priemjer-Liga        | 19    | 2      |
| 2010    | Zenit Petersburg    | Rosja   | Priemjer-Liga        | 13    | 1      |
| 2011/12 | Zenit Petersburg    | Rosja   | Priemjer-Liga        | 26    | 4      |
| 2012/13 | Hannover 96         | Niemcy  | Bundesliga           | 21    | 9      |
| 2013/14 | Hannover 96         | Niemcy  | Bundesliga           | 30    | 10     |
| 2014    | Changchun Yatai     | Chiny   | Chinese Super League | 14    | 3      |
| 2015    | Changchun Yatai     | Chiny   | Chinese Super League | 25    | 6      |
| 2015/16 | Eintracht Frankfurt | Niemcy  | Bundesliga           | 15    | 1      |
| 2016/17 | Eintracht Frankfurt | Niemcy  | Bundesliga           | 15    | 2      |
| 2017    | Changchun Yatai     | Chiny   | Chinese Super League | 16    | 4      |
| 2017/18 | Videoton FC         | Węgry   | Nemzeti Bajnokság I  | 9     | 1      |
| 2018/19 | MOL Fehérvár FC     | Węgry   | Nemzeti Bajnokság I  | 27    | 5      |
| 2019/20 | MOL Fehérvár FC     | Węgry   | Nemzeti Bajnokság I  | 7     | 1      |

## Kariera reprezentacyjna
W reprezentacji Węgier Huszti zadebiutował 25 kwietnia 2004 w wygranym 3:2 towarzyskim meczu z Japonią i już w debiucie zdobył gola. Natomiast 18 sierpnia w meczu ze Szkocją zdobył 2 gole. Z reprezentacją Węgier Huszti wystąpił w nieudanych eliminacjach do Mistrzostw Świata w Niemczech.